# Priorij Sinte Sophie
Priorij Sinte Sophie (Domus Sanctae Sophiae Constantinopolitaneae) was een kartuizerklooster dat zich bevond aan de huidige Taalstraat in Vught in de Nederlandse provincie Noord-Brabant.
De priorij is gesticht in 1466 door Dionysius van Rijkel, afkomstig van het Kartuizerklooster Bethlehem te Roermond, die ook de eerste prior van dit klooster werd.
In 's-Hertogenbosch werd in 1550 een refugiehuis aangekocht, en nabijgelegen panden werden gekocht in 1572, en van 1573-1606 en 1626.
In 1566 woedde de Beeldenstorm in het klooster, dat vrijwel geheel vernield werd, terwijl het klooster in 1572 werd geplunderd door de troepen van Willem van Oranje en in 1578 zelfs werd platgebrand door het garnizoen van 's-Hertogenbosch om de verdediging van de stad te vergemakkelijken.
Door de verslechterende veiligheidssituatie ten gevolge van de Tachtigjarige Oorlog verhuisde de gehele priorij in 1591 naar het Bossche Refugiehuis, wat de achterliggende reden was om het aantal panden uit te breiden.
Dit mocht echter niet baten, want na de Val van 's-Hertogenbosch in 1629 werden alle kloosters opgeheven. In Antwerpen werd door enkele monniken een nieuw klooster gesticht.
Het refugiehuis is later verbouwd en is nu een 19e-eeuws pand, namelijk het Huize Sint Jan Baptist aan de Sint-Jorisstraat 25 te 's-Hertogenbosch, waarin nog resten van het oorspronkelijke klooster aanwezig zijn, zoals een 15e-eeuwse zijgevel, balklagen en een kelder.
In Vught herinnert de naam van Villa Sophiasburg nog aan de plaats waar eens het klooster heeft gestaan.